# Lobo-das-abelhas

## Descrição
Lobos-das-abelhas, também conhecidos como caçadores de abelhas ou vespas assassinas de abelhas, são todas as vespas solitárias e predadoras cuja espécie pertence ao gênero Philanthus. A maioria das quais atacam abelhas, daí seu nome comum. 

## Ciclo de vida
Tal como acontece com todas as outras vespas esfecóides, as larvas são carnívoras, obrigando as fêmeas inseminadas a caçar outros invertebrados (neste caso abelhas), sobre os quais põe os seus ovos, fornecendo presas às larvas quando estas emergem. Os adultos consomem o néctar das flores.
A espécie européia predominante, P. triangulum , é especializada em predar abelhas melíferas, tornando-se assim uma praga menor para os apicultores . Outros Philanthus podem se especializar em outras espécies de abelhas ou podem ser generalistas que atacam uma grande variedade de abelhas, como o zangão americano, Bombus pensylvanicus,  ou outros himenópteros,   incluindo membros da mesma espécie. 

Eles são notáveis por picar suas presas em um local membranoso na superfície ventral, onde o veneno paralisa rapidamente os principais músculos voluntários, mas não mata a presa. A presa pode tentar picar de volta, mas é sempre agarrada de tal forma que apenas partes bem blindadas do corpo do lobo-abelha são apresentadas. O lobo-abelha carrega sua presa de volta para um túnel, mas geralmente a armazena apenas temporariamente, até que mais tarde seja usada para abastecer uma toca celular, onde um ovo é depositado.

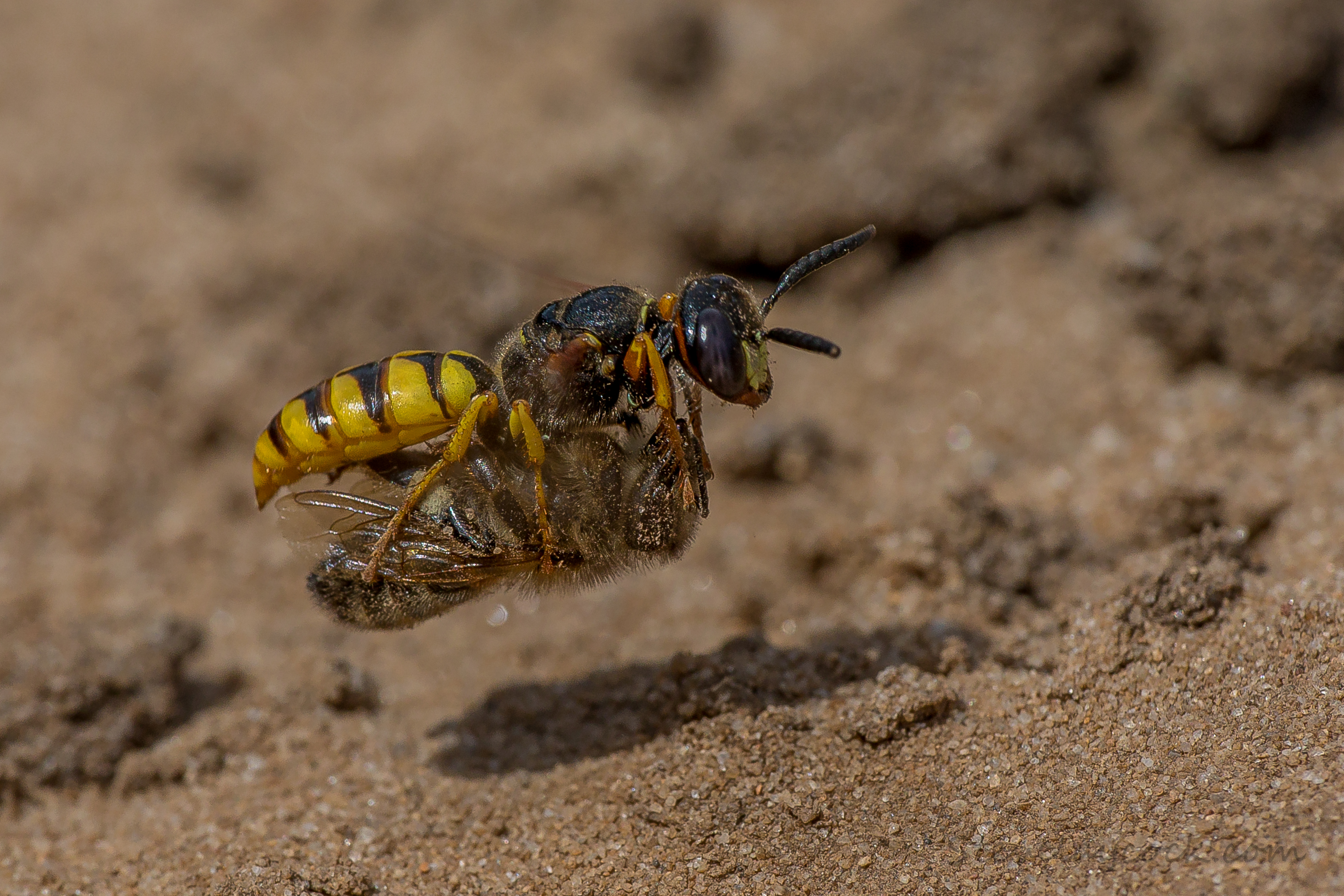
Lobo-das-abelhas com uma abelha

O túnel do Philanthus triangulum pode ter até 1 m de comprimento. A primeira parte do túnel desce num ângulo de 30°, após o qual se nivela. Até 34 túneis laterais, cada um terminando em uma câmara de criação, ramificam-se do túnel principal. Cada câmara de criação é abastecida com uma a seis abelhas. 

## Espécies
O gênero Philanthus contém cerca de 135 espécies,  incluindo:  
- Philanthus albopilosus (syn. P. simillimus)
- Philanthus arizonicus
- Philanthus banabacoa
- Philanthus barbatus
- Philanthus barbiger
- Philanthus basilaris
- Philanthus bicinctus – bumblebeewolf
- Philanthus bilunatus
- Philanthus boharti – Bohart's beewolf
- Philanthus coarctatus (syn. P. niloticus)
  - P. c. coarctatus
  - P. c. raptor – robber philanthus
  - P. c. siculus
- Philanthus coronatus – crowned philanthus
  - P. c. coronatus
  - P. c. orientalis
- Philanthus crabroniformis
- Philanthus crotoniphilus
- Philanthus elegantissimus
- Philanthus fuscipennis
- Philanthus gibbosus
- Philanthus gloriosus
- Philanthus histrio
- Philanthus inversus
- Philanthus lepidus
- Philanthus levini – Levin's beewolf
- Philanthus loeflingi – Loefling's beewolf
- Philanthus michelbacheri – Michelbacher's beewolf
- Philanthus multimaculatus
- Philanthus nasalis
- Philanthus neomexicanus
- Philanthus occidentalis
- Philanthus pacificus
- Philanthus parkeri – Parker's beewolf
- Philanthus politus
- Philanthus psyche
- Philanthus pulchellus
- Philanthus pulcher
- Philanthus sanborni – Sanborn's beewolf
- Philanthus saxigenus
- Philanthus schusteri – Schuster's beewolf
- Philanthus sculpturatus
- Philanthus serrulatae (syn. P. siouxensis)
- Philanthus solivagus
- Philanthus stygius
  - P. s. stygius
  - P. s. atronitens
- Philanthus tarsatus
- Philanthus triangulum – European beewolf
- Philanthus variegatus
- Philanthus ventilabris
- Philanthus ventralis (syn. Ococletes ventralis)
- Philanthus venustus
- Philanthus zebratus

## Galeria

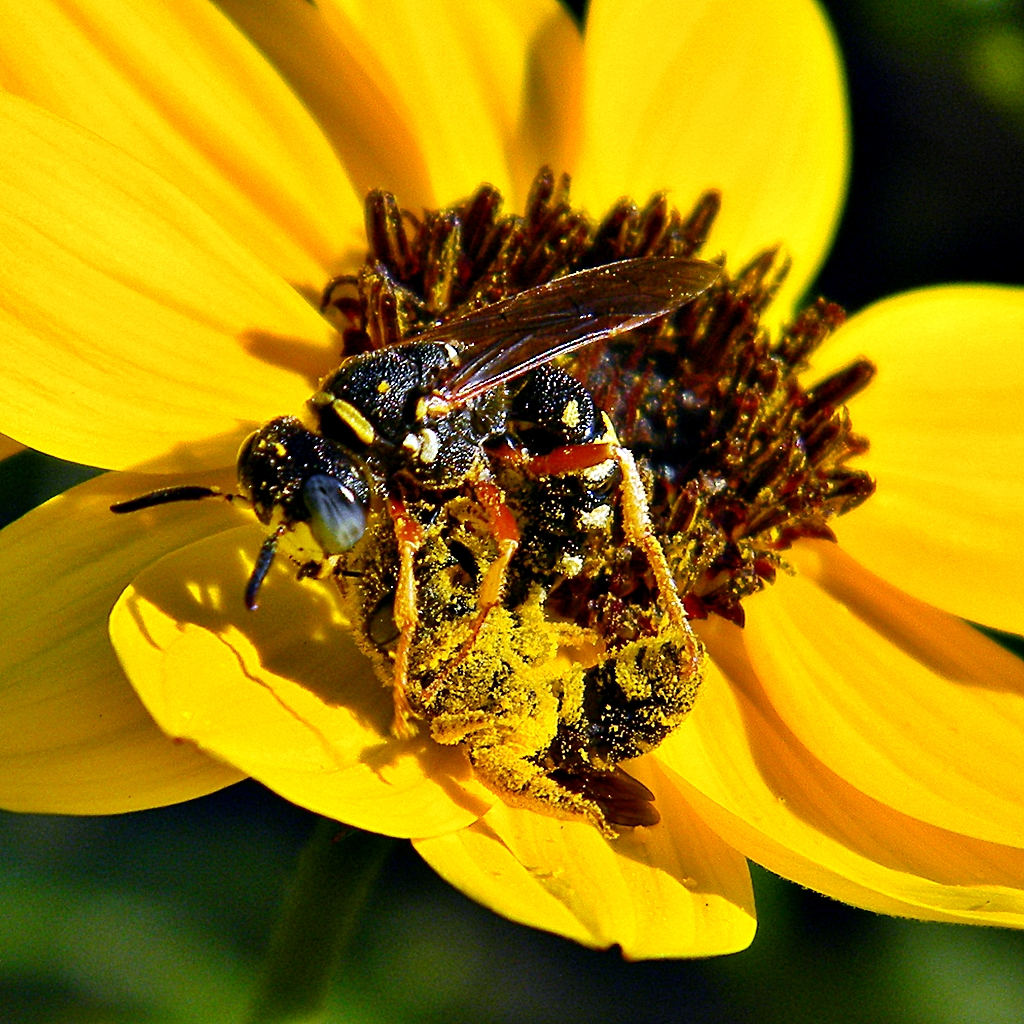
Filanthus sp. capturando presa
European beewolf carrying a honeybee to its tunnelLobo-das-abelhas europeu carregando uma abelha para o seu túnel
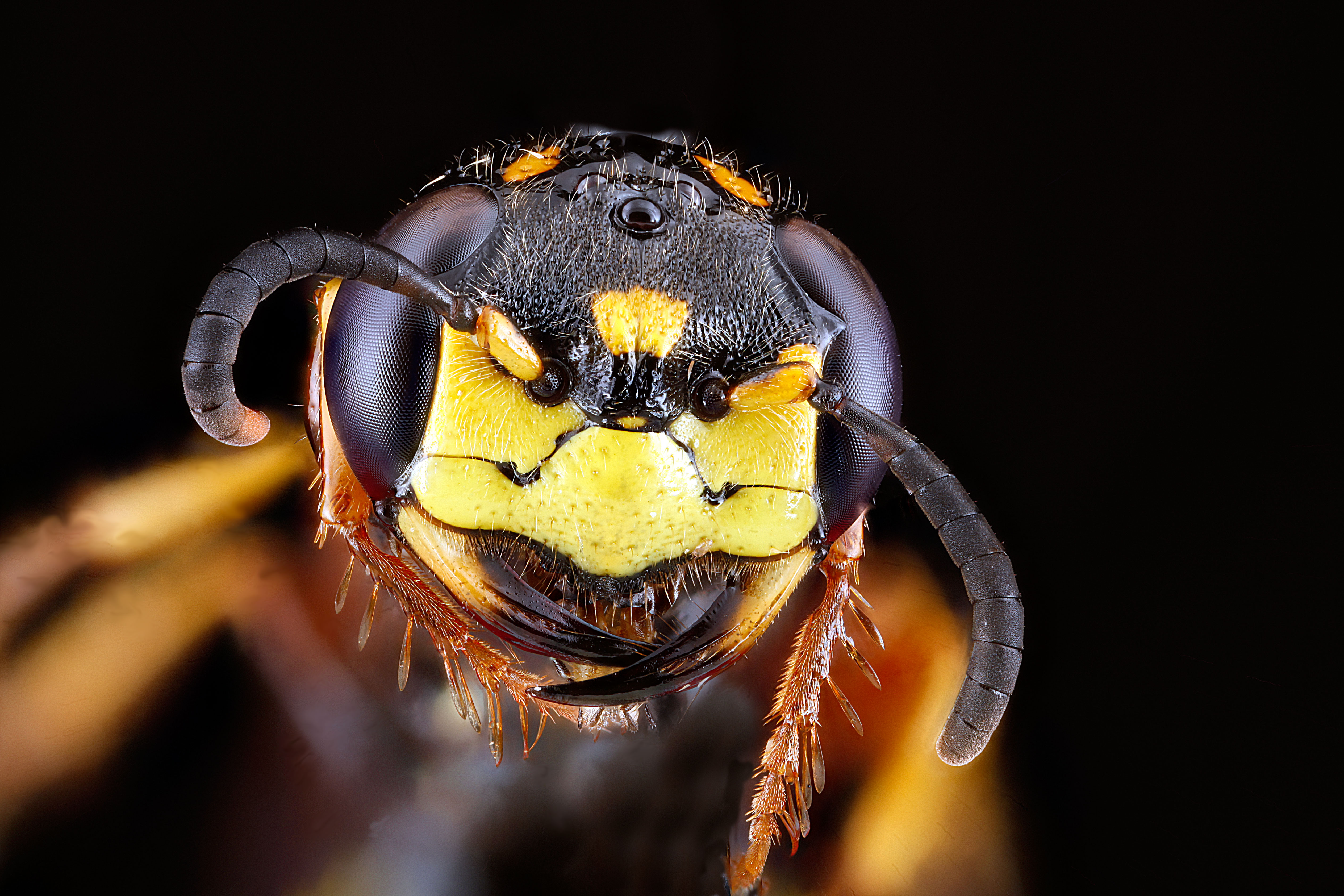
Philanthus gibosus
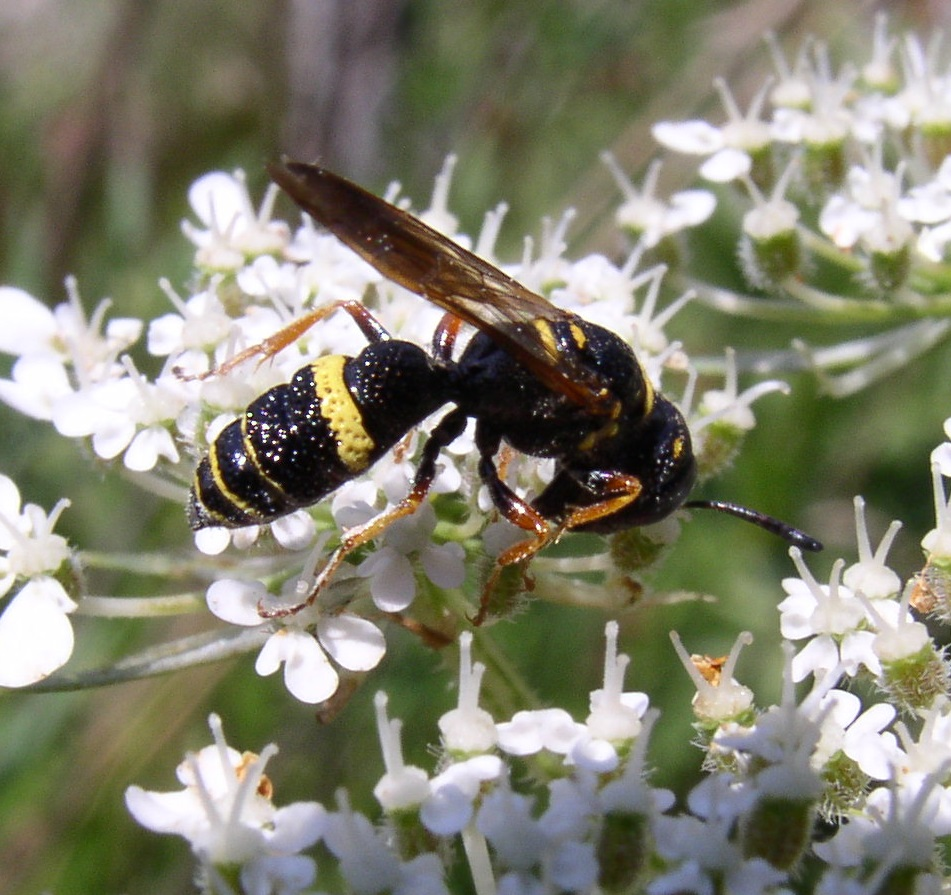
Philanthus gibosus

## Links externos
- Semioquímicos do Gênero Philanthus . Ferobase.
- Filanto . BugGuide.net